# Ivan Ivanovich Shishkin
Ivan Ivanovich Shishkin (tiếng Nga: Ива́н Ива́нович Ши́шкин; 25 tháng 1 năm 1832 – 20 tháng 3 năm 1898) là một họa sĩ tranh phong cảnh người Nga.

## Tiểu sử
Shishkin là con của một gia đình thương nhân người Nga sống ở Yelabuga, tỉnh Vyatka (nay thuộc Cộng hòa Tatarstan). Ông tốt nghiệp trường trung học Kazan và theo học Trường Hội họa, Điêu khắc và Kiến trúc Moskva trong bốn năm. Sau đó, ông tiếp tục học tại Học viện Nghệ thuật Hoàng gia Sankt Peterburg từ năm 1856 đến 1860, tốt nghiệp với bằng danh dự và được trao một huy chương vàng. Ông nhận được học bổng hoàng gia để tiếp tục học bậc cao tại châu Âu.
Năm năm sau đó, Shishkin trở thành thành viên của Học viện Nghệ thuật Hoàng gia Sankt-Peterburg và trở thành giáo sư hội họa từ năm 1873 đến 1898. Cùng thời gian đó, Shishkin là người dẫn dắt lớp hội họa phong cảnh của Trường Mỹ thuật Cao cấp ở Sankt-Peterburg.
Trong một thời gian ngắn, ông sống và làm việc tại Thụy Sĩ và Đức theo diện học bổng của Học viện Nghệ thuật Hoàng gia Sankt-Peterburg. Sau khi quay trở lại Sankt-Peterburg, ông trở thành thành viên của Hội Triển lãm Nghệ thuật lưu động (Peredvizhniki, The Itinerants) và của Hội Thợ khắc tranh Nga. Ông cũng tham gia nhiều triển lãm của Học viện Nghệ thuật, Triển lãm Toàn Nga tại Moskva (1882), tại Nizhniy Novgorod (1896) và Triển lãm Quốc tế (ở Paris vào năm 1867 và 1878 ở Viên vào năm 1873).
Phương pháp vẽ của Shishkin dựa trên nghiên cứu phân tích thiên nhiên. Ông nổi tiếng với những tác phẩm vẽ cảnh thiên nhiên và đồng thời cũng là thợ in ấn và thợ vẽ phác thảo tài ba.
Ivan Shishkin sở hữu một nhà nghỉ ngoại ô (dacha) ở Vyra, phía nam St Petersburg. Tại đây ông đã sáng tác một số tác phẩm tuyệt vời nhất của mình. Tranh của ông nổi tiếng nhờ sự khắc họa đầy thơ mộng bốn mùa trong rừng, thiên nhiên hoang dã, động vật và chim chóc. Năm 1891, ông được bổ nhiệm làm giáo sư chủ nhiệm lớp phong cảnh của Trường Nghệ thuật Cao cấp, trực thuộc Học viện Nghệ thuật Hoàng gia. Năm 1898, ông hoàn thiện tác phẩm Khu rừng thông nhỏ và qua đời ngày 20 tháng Ba tại Sankt-Peterburg trong lúc đang vẽ dở tác phẩm mới.
Một tiểu hành tinh do nhà thiên văn học người Liên Xô Lyudmila Zhuravlyvova phát hiện năm 1978, đã được đặt theo tên của ông - Tiểu hành tinh 3558 Shishkin.

## Tác phẩm

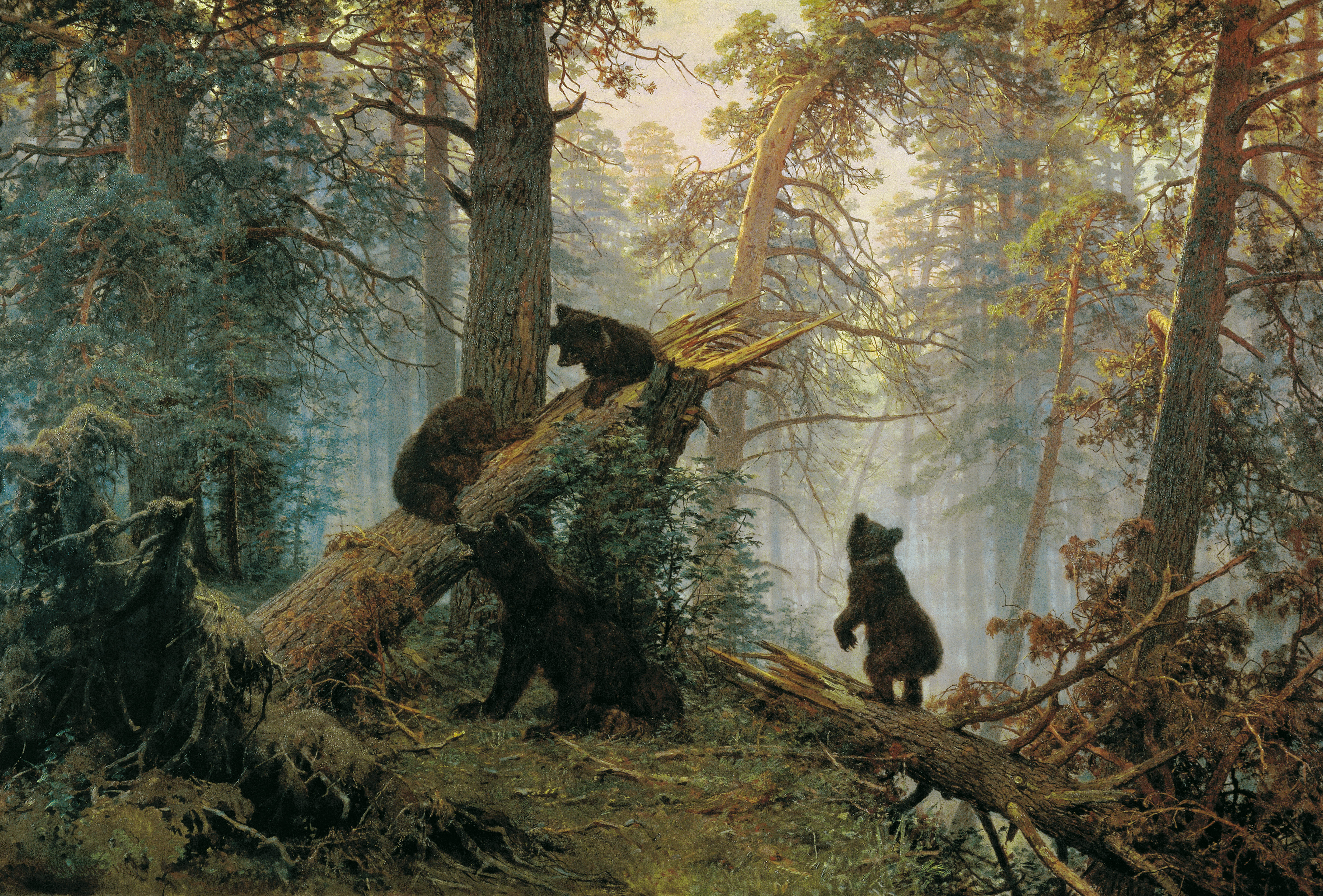
Buổi sáng trong rừng thông (Morning in a Pine Forest, 1889)
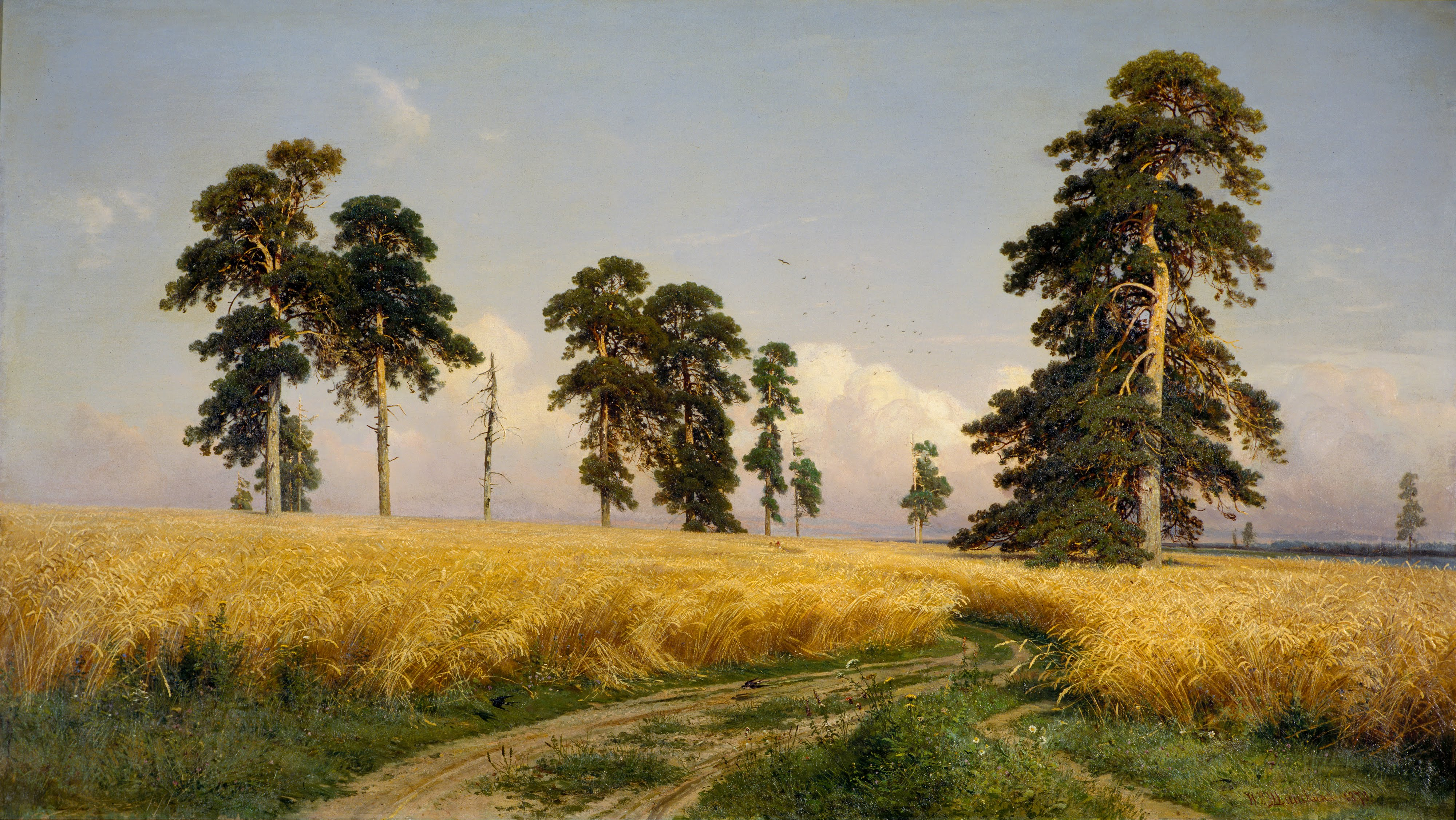
Hắc mạch (Rye, 1878)
Rừng sồi (Oak Grove, 1887)
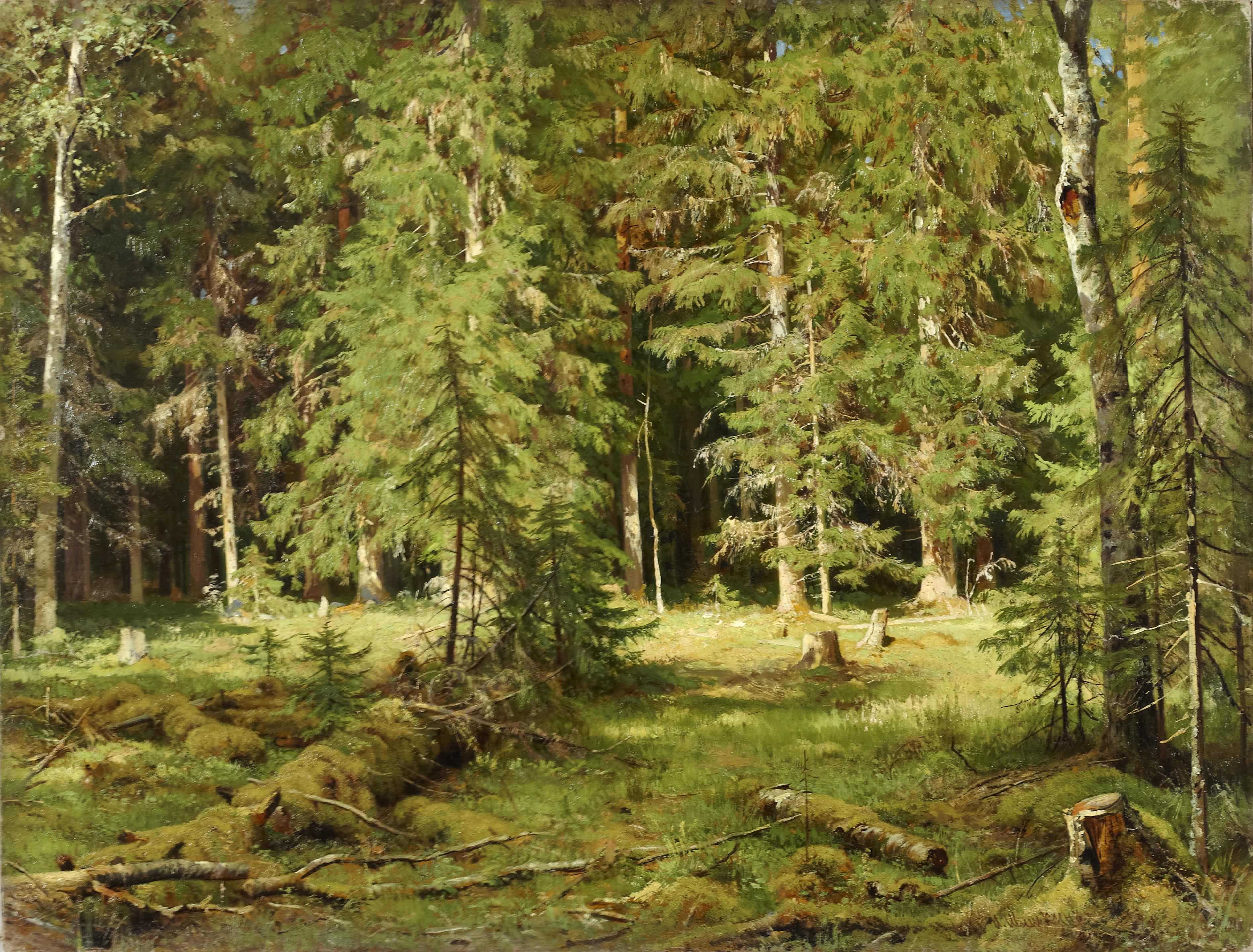
Khu rừng (Forest, 1895)
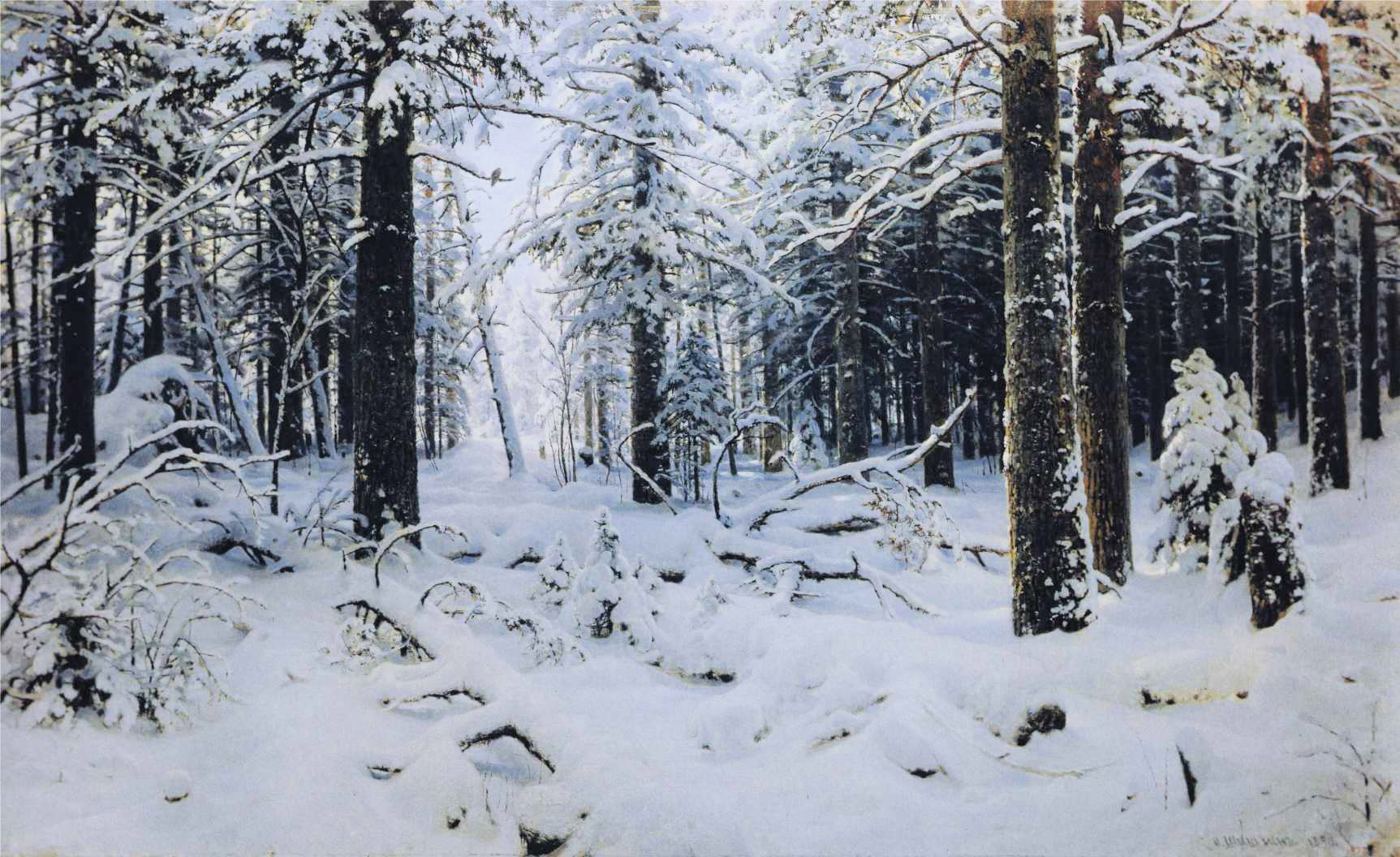
Mùa đông (Winter, 1890)
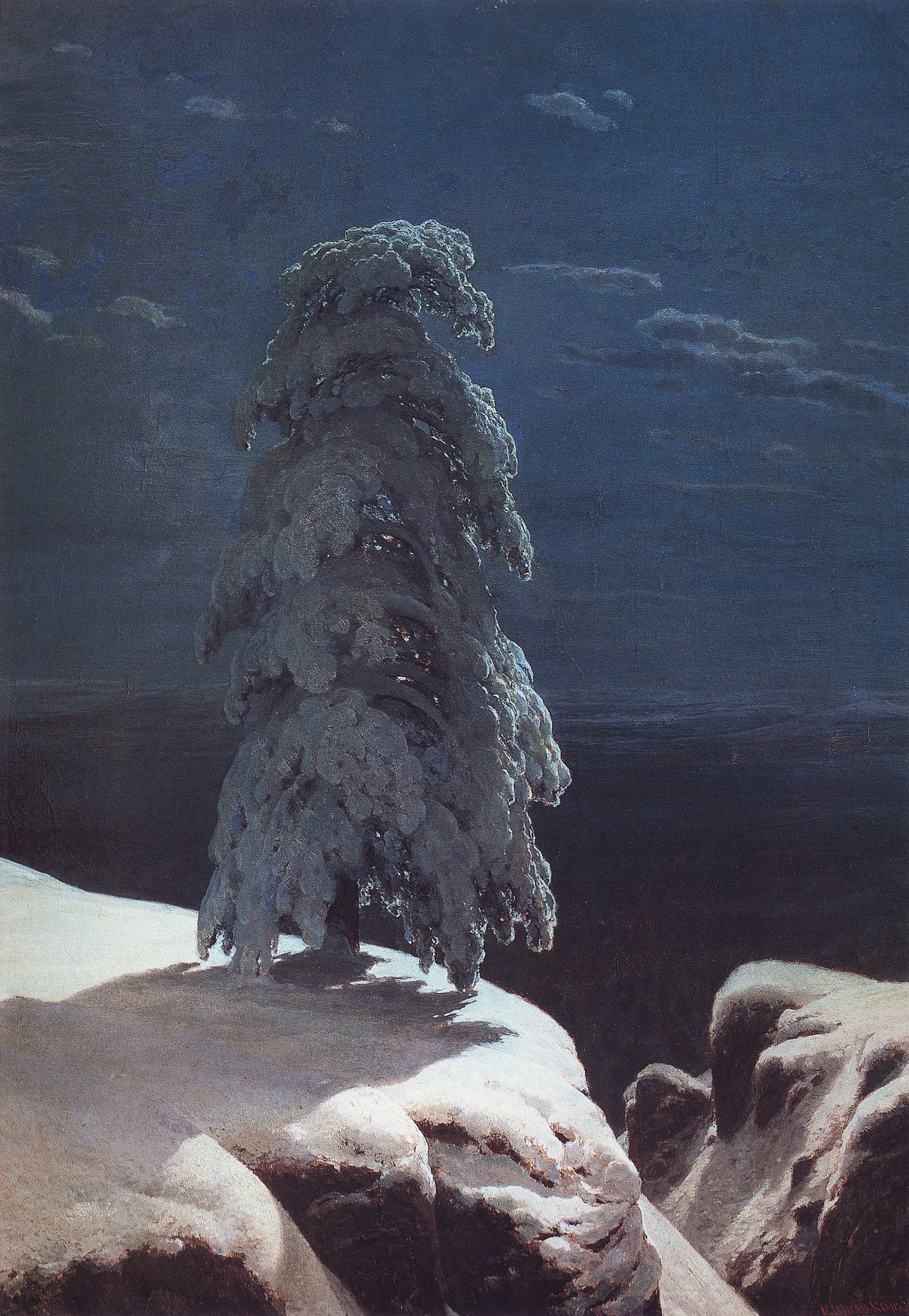
Ở phương Bắc hoang dã (In the Wild North, 1891)
Mưa trong rừng sồi (Rain in an Oak Forest, 1891)
Rừng bạch dương (Birch Forest, 1871)
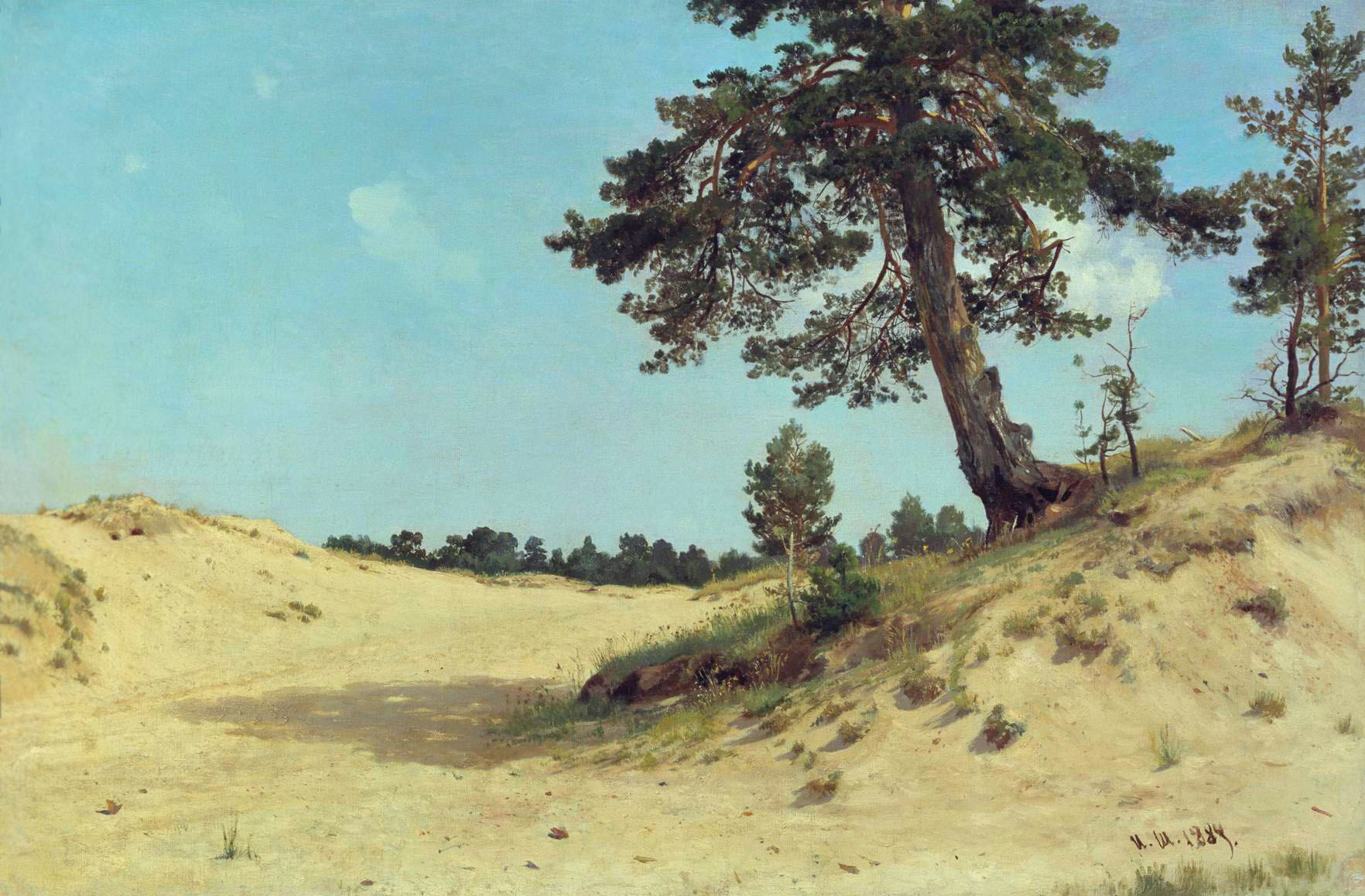
Cây thông trên cát (Pine on Sand, 1884)
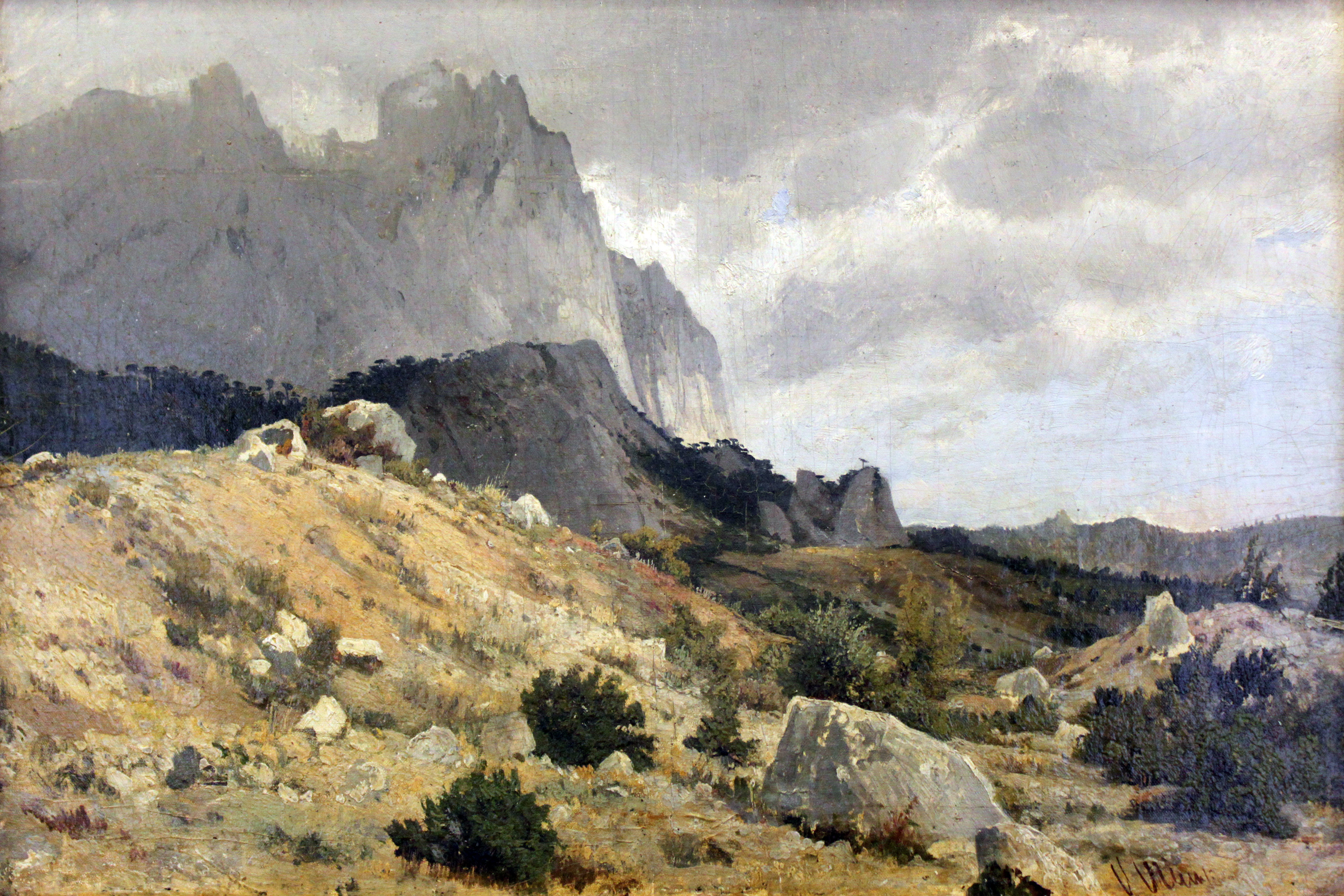
Cảnh núi đá (The Rocky Landscape, 1889)
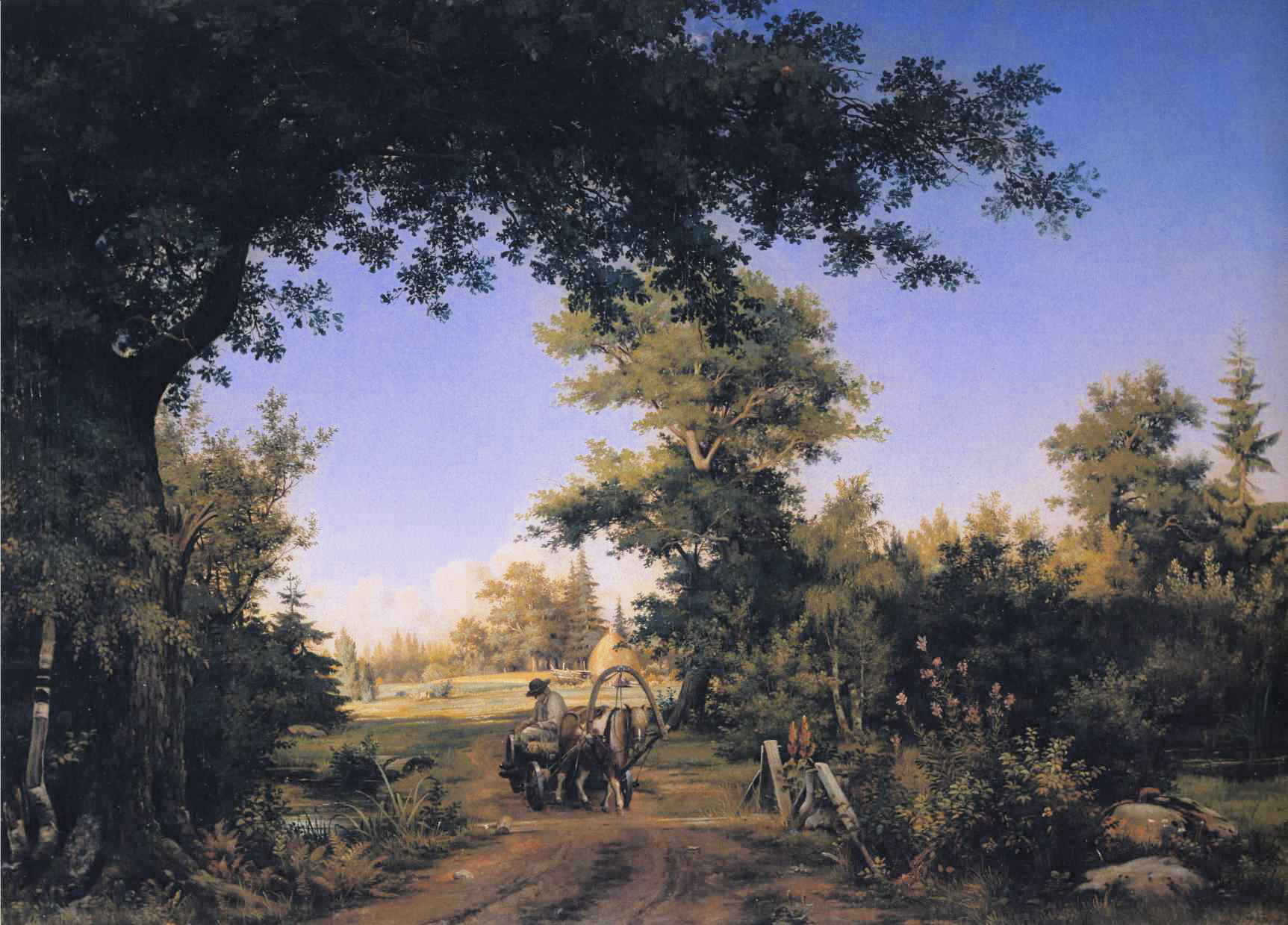
Khung cảnh ngoại vi St. Petersburg (View on the Outskirts of St. Petersburg, 1856)
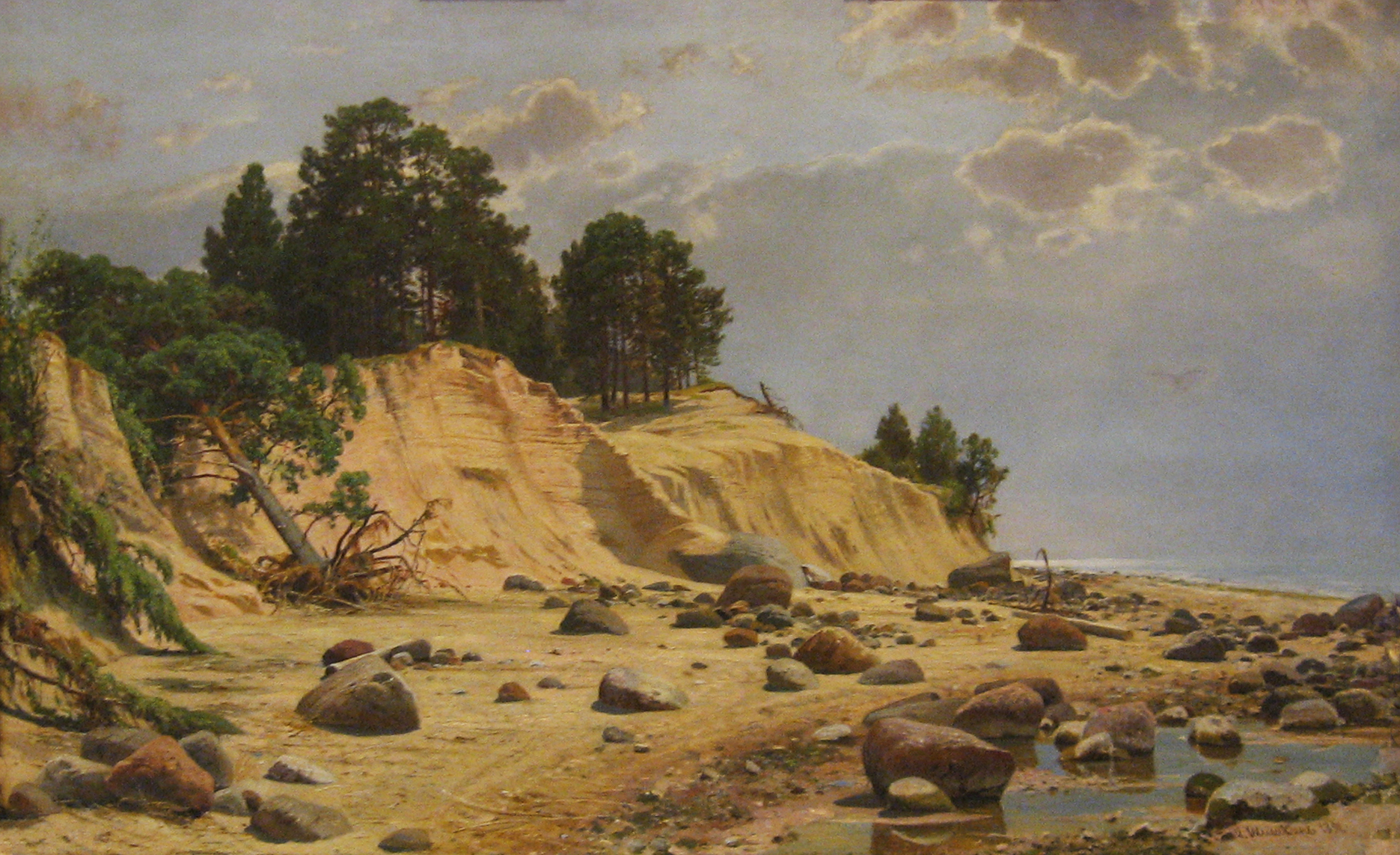
Sau cơn bão ở Meri Hovi (After the Storm in Meri Hovi, 1891)
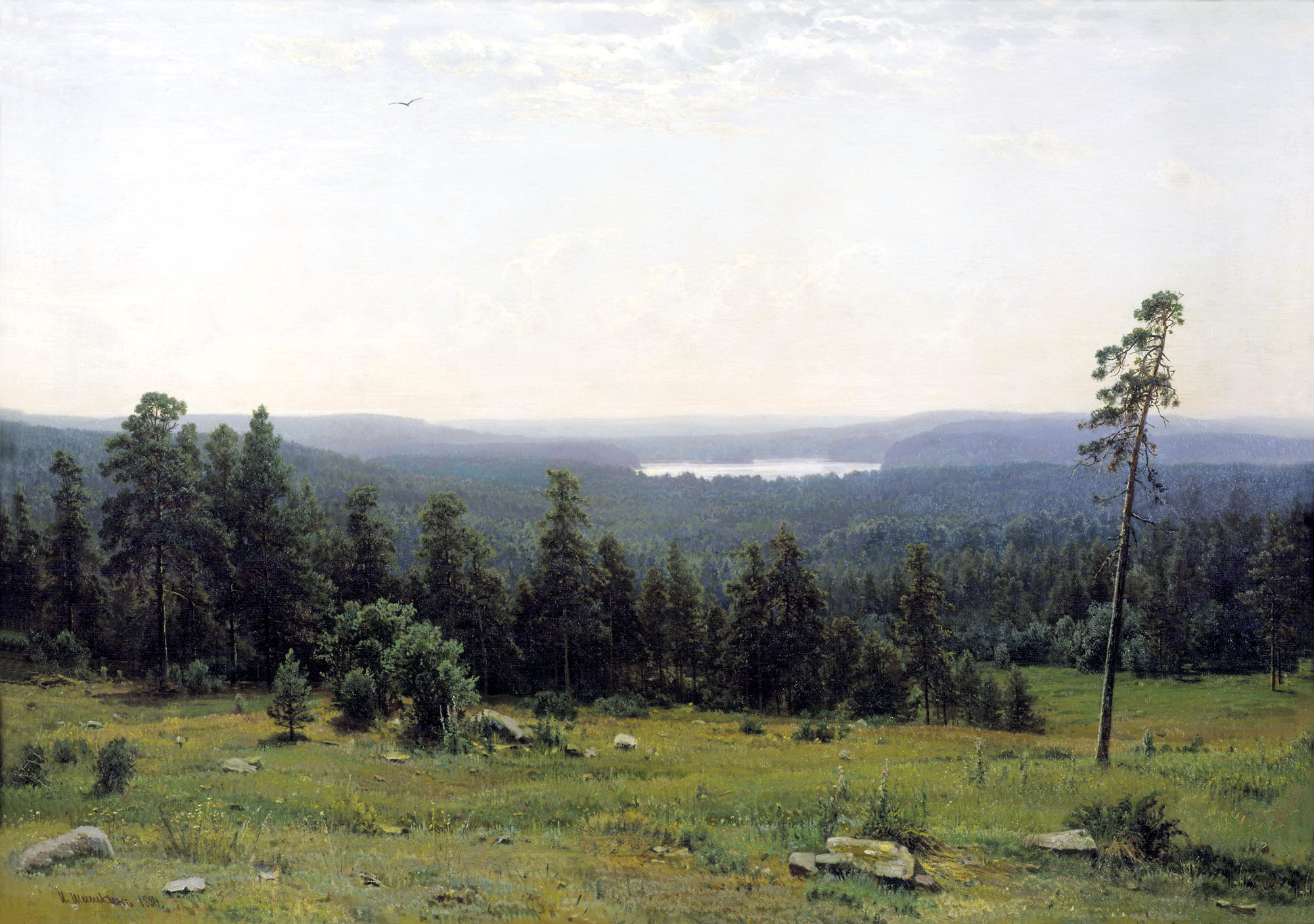
Khu rừng phía xa (Forest Distance, 1884)